# NGC 7679
NGC 7679 é uma galáxia lenticular (SB0) localizada na direcção da constelação de Pisces. Possui uma declinação de +03° 30' 39" e uma ascensão recta de 23 horas, 28 minutos e 46,5 segundos.
A galáxia NGC 7679 foi descoberta em 23 de Setembro de 1864 por Heinrich Louis d'Arrest.